# 인도 공과대학교 바라나시
인도 공과대학교 바라나시(Indian Institute of Technology (Banaras Hindu University) Varanasi, 줄여서 IIT (BHU) Varanasi)는 인도 북동부 우타르프라데시주 바나라시에 위치한 국립 공과 대학이다.
1919년에 바나라스 공학 대학교라는 이름으로 설립되었으며, 1968년에 바나라스 힌두 대학교의 공과 대학으로 임명되었다.
2012년, 인도 기술 연구소(개정) 법에 따라 인도 정부의 인적 자원 개발부(MHRD) 에 의해 하나의 인도 공과대학교로 지정되었다.

## 평가
국가 기관 순위 프레임 워크(NIRF)의 2019년 인도 공학분야 순위 발표에서 11위를 기록했다.

## 기타
프로그래밍 문화가 좋기로 유명하며, 해커랭크의 세계 대학교 코딩 랭킹의 16위를 기록했다.

## 같이 보기
- 인도 공과대학교